# Günther Stoll
Gunther Stoll (Duisburg, 1924. augusztus 18. – Gelsenkirchen, 1977. január 10.) német színész.
Leginkább az 1960-as és 1970-es évek filmjeiből ismert.

## Fiatalkora és pályafutása
A második világháborúban katonaként brit fogságba esett, ahonnan csak 1948-ban szabadult. A regensburgi színházban kezdett pályája nem sok sikert hozott számára. 1954-ig különféle munkákat vállalt, pl. futballedző is volt, majd a nürnbergi színházba szerződött 1957-ig. Aacheni, brémai és hamburgi állomások következtek életében; ebben az időben kezdte meg munkáját a televízióban, végül 1966-ban vált országszerte ismertté a Melissa Francis Durbridge utcaseprő szerepével. 1966 és 1972 között négy színes Edgar Wallace-filmben szerepelt. Utolsó ismert karaktere az 1970-es évek közepén, a Derrick című sorozatban Schröder nyomozó volt.

## Magánélete
1967 júniusában édesanyja meghalt embóliában, majd néhány órán belül első házasságából született 15 éves fia, Alois segédmotoros kerékpárbalesetben vesztette életét. 
1971 februárjában feleségül vette Késmárky Marika (Edina Pop) magyar énekesnőt, ez volt a negyedik házassága. 1977-ben bekövetkezett korai halála után a Regensburg melletti Zeitlarn régi temetőjében lévő családi sírboltba temették.

## Filmográfiája
- 1957: Liebe, wie die Frau sie wünscht
- 1962: Das Fernsehgericht tagt (tévésorozat)
- 1962: Stahlnetz – Spur 211 (tévésorozat)
- 1963: Dame Kobold (TV)
- 1963: Hafenpolizei – Die Falschmünzer (tévésorozat)
- 1964: Stahlnetz – Rehe (tévésorozat)
- 1965: Epitafios gia ehthrous kai filous
- 1965: Stahlnetz – Nacht zum Ostersonntag (tévésorozat)
- 1966: Melissa (1966) (Durbridge-Dreiteiler)
- 1966: Maigret und sein größter Fall
- 1966: Der Bucklige von Soho
- 1967: Agent 3S3 setzt alles auf eine Karte (Omicidio per appuntamento)
- 1967: Dem Täter auf der Spur – Am Rande der Manege (tévésorozat)
- 1967: Dem Täter auf der Spur – 10 Kisten Whisky (tévésorozat)
- 1967: Die letzte Rechnung zahlst du selbst (Al di là della legge)
- 1968: Straßenbekanntschaften auf St. Pauli
- 1968: Van de Velde: Die vollkommene Ehe
- 1968: Funkstreife XY – ich pfeif’ auf mein Leben
- 1968: Die große Treibjagd (L'ultimo mercenario)
- 1968: Der Staudamm (tévésorozat)
- 1969: Graf Yoster gibt sich die Ehre – Motive (tévésorozat)
- 1969: Mattanza – ein Liebestraum
- 1969: Die Folterkammer des Dr. Fu Man Chu (The Castle of Fu Manchu)
- 1969: Das Gesicht im Dunkeln (A doppia faccia)
- 1970: Der Pfarrer von St. Pauli
- 1971: Das Messer (Una farfalle con le ali insanguinate)
- 1971: Sabata kehrt zurück (È tornato Sabata… hai chiuso un'altra volta)
- 1971: Die Tote aus der Themse
- 1972: Das Geheimnis der grünen Stecknadel (Cosa avete fatto a Solange?)
- 1972: Der Kommissar – Traum eines Wahnsinnigen (tévésorozat)
- 1972: Tetthely (televíziós sorozat): Kressin und der Mann mit dem gelben Koffer (tévésorozat)
- 1972: Pinokkió (televíziós sorozat, 1972)
- 1973: Der Kommissar – Der Geigenspieler (tévésorozat)
- 1973: Tetthely: Weißblaue Turnschuhe (tévésorozat)
- 1973: Okay S.I.R. – Der Tizianclub
- 1974: Motiv Liebe – Öl ins Feuer (tévésorozat)
- 1974: Der Kommissar – Sein letzter Coup (tévésorozat)
- 1975: Das Amulett des Todes
- 1975–1977: Derrick – 19 epizód (tévésorozat)
- 1975: Sergeant Berry (tévésorozat)
- 1975: Eurogang – Blüten für Frankfurt
- 1976: Tetthely: Zwei Leben (1976)
- 1976: Derrick – 16. epizód: A kolibrik halála
- 1976: Derrick – 19. epizód: Halott madár nem énekel
- 1976: Lobster – Stirb! (tévésorozat)
- 1976: Agistri, To
- 1976: Unter einem Dach (tévésorozat)
- 1976: Derrick – 20. epizód: Sokk
- 1977: Ein Mann kam im August (tévésorozat)
- 1977: Nem kell mindig kaviár (televíziós sorozat) 4 epizód

## Fordítás
- Ez a szócikk részben vagy egészben  a   BCnther Stoll című német Wikipédia-szócikk ezen változatának fordításán alapul.  Az eredeti cikk szerkesztőit annak laptörténete sorolja fel. Ez a jelzés csupán a megfogalmazás eredetét és a szerzői jogokat jelzi, nem szolgál a cikkben szereplő információk forrásmegjelöléseként.